# Schloss Lebbin

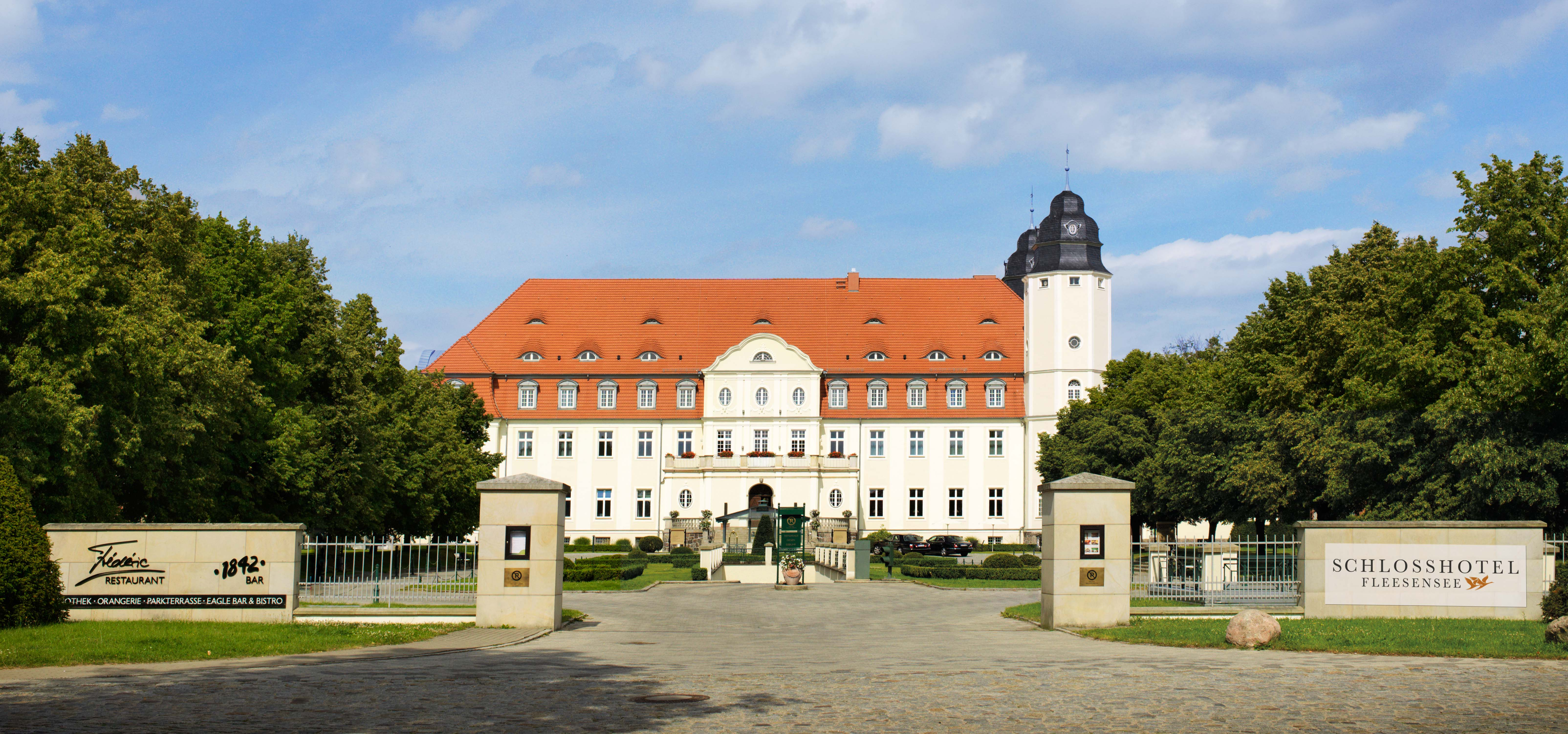
Schloss Lebbin

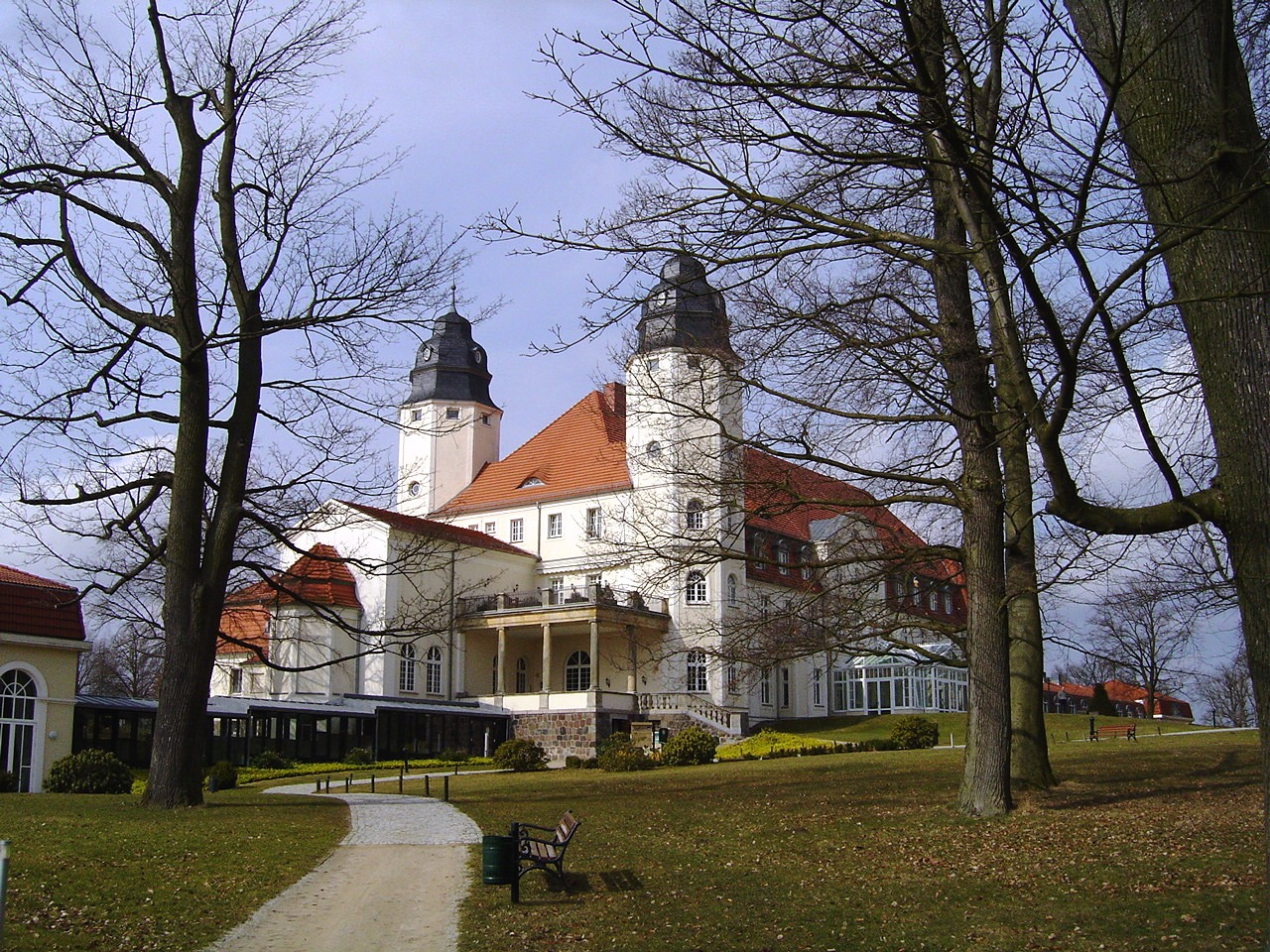
Rückansicht

Schloss Lebbin ist das Herrenhaus des früheren Gutshofs Lebbin in der heutigen Gemeinde Göhren-Lebbin, Mecklenburg-Vorpommern. Der ursprüngliche, 1842 errichtete Bau wurde 1912 durch einen Brand stark beschädigt, die Überreste größtenteils abgebrochen und durch einen repräsentativeren Neubau im neubarocken Stil ersetzt. Heute ist darin das „Schlosshotel Fleesensee“ untergebracht.

## Geschichte
Graf Ludwig II. von Blücher ließ im Jahr 1842 außerhalb der damaligen Gutsanlage ein neues Herrenhaus bauen, zu dem ein fast acht Hektar großer Landschaftspark gehörte.
1871 kaufte Hubert Freiherr von Tiele-Winckler (1823–1893) das Gut Lebbin. Er hatte unter anderem im oberschlesischen Steinkohlenbergbau sowie in der Eisen- und Stahlindustrie ein großes Vermögen geerbt und erwarb damit verschiedene Güter in Mecklenburg. Nach seinem Tod 1893 erbte Walter Freiherr von Tiele-Winckler (1858–1909) das Gut und ließ unter anderem einen Wintergarten sowie drei weitere Türme an das Herrenhaus anbauen. Außerdem veranlasste er 1889 die Installation einer elektrischen Beleuchtung. Nach seinem Tod 1909 erbten sein Halbbruder Raban (1887–1936) und seine Mutter Rose, geborene Gräfin von der Schulenburg, (1847–1930) das Gut.
Raban Freiherr von Tiele-Winckler verkehrte in den Kreisen des deutschen Hochadels und hatte das Bedürfnis nach repräsentativen Räumen, in denen Festlichkeiten nach höfischen Maßstäben stattfinden konnten. Da das 1912 beschädigte Gebäude von 1842 durch seine Bauweise mit überwiegend in Lehmfachwerk ausgeführten Innenwänden keine ausreichenden Möglichkeiten für einen einfachen Innenumbau bot, beauftragte er die Berliner Architekten Ernst Paulus und Olaf Lilloe, die mit vergleichbaren Bauten beste Referenzen vorzuweisen hatten, mit einem Teilneubau. Dabei wurden vom Vorgängerbau nur die Fundamente, das Kellergeschoss, die Außenmauern des Erdgeschosses und das Turmpaar weiterverwendet, während der größte Teil des heutigen Bauwerks neu errichtet wurde.
Die Architekten entwarfen ein Herrenhaus mit neobarocken Elementen, dessen Ausstattung deutlich moderner war als in der damaligen Zeit üblich. Das Schloss hatte über 100 Zimmer und einen 170 Quadratmeter großen Festsaal und verfügte über eine Zentralheizung, einen Speisen- und einen Personenaufzug sowie eine zentrale Staubsaugeanlage. Die auffällig gewendelte und prunkvolle Treppe prägt noch heute die Eingangshalle des Schlosses, die ursprünglich mit Möbeln und Jagdtrophäen von einer Indien-Reise Tiele-Wincklers ausgestattet war. Der Teilneubau kostete ohne Architektenhonorar und Terrassenanlage rund 640.000 Mark, was umgerechnet auf das große Gebäudevolumen den doch vergleichsweise mäßigen Preis von 36 Mark pro Kubikmeter umbautem Raum ergab.
Zum Gut Lebbin gehörten 1928 die Lehngüter Lebbin mit 720 ha, Göhren weist 1333 ha aus, sowie Wendhof mit 255 ha. Göhren und Lebbin waren ein Familienfideikommiss. Die Verwaltung agierte vom Rentamt Lebbin aus, eingesetzt waren Verwalter und ein Oberinspektor.
1934 verkaufte Raban Freiherr von Tiele-Winckler das Gut. Während des Zweiten Weltkriegs diente ein Teil des Herrenhauses als Schule, nach dem Krieg nutzte es die Rote Armee zunächst als Lazarett, später lebten dort Flüchtlinge. In der DDR-Zeit befanden sich im Gebäude die Gemeindeverwaltung, ein Laden, eine Arztpraxis, ein Kindergarten und eine Eiersammelstelle.
Mit der Übernahme des Anwesens durch das Kohlekontor Berlin 1973 begann die Sanierung des Herrenhauses, die später vom volkseigenen Kombinat Sekundärrohstofferfassung Berlin (SERO) fortgesetzt wurde. 1986 eröffnete SERO ein Ferienheim. Es wurde ab 1997 im Zusammenhang mit dem Bau der Ferien- und Freizeitanlage „Land Fleesensee“ saniert. Nach der politischen Wende war das ehemalige Gutshaus Lebbin als „Hotel Schloss Blücher“ 15 Jahre lang ein Hotel der Hotelkette Radisson Blu. Die Bezeichnung „Schloss Blücher“ war kein historischer, sondern ein Marketing-Name, ebenso wie heute „Schloss Fleesensee“. (Der heutige Bau geht nicht auf die Familie von Blücher zurück, und die Bezeichnung Schloss war in Mecklenburg für Gutshäuser unüblich und allein den landesherrlichen Sitzen vorbehalten.)